# Sarcoporia
Sarcoporia é um gênero de fungo poliporo da família Polyporaceae. O gênero foi circunscrito por Petter Karsten em 1894, com o difundido fungo Sarcoporia polyspora como espécie-tipo. O nome do gênero combina as palavras gregas σάρξ ("carne") e πόρος ("poro").

## Espécies
- Sarcoporia longitubulata Vlasák & Spirin (2015)[3] – EUA; Macaronésia
- Sarcoporia neotropica Ryvarden (2012)[4] – Costa Rica
- Sarcoporia polyspora P.Karst. (1894) – Ásia; Europa; América do Norte; América do Sul[5]

O fungo Sarcoporia salmonicolor (Berk. & M.A.Curtis) foi criado como espécie-tipo do gênero monotípico Erastia em 2005.